# Suspensão de sulfato de bário
A suspensão de sulfato de bário, muitas vezes chamada simplesmente de bário, é um agente de contraste utilizado durante procedimentos de raios-X. Especificamente, é usada para melhorar a visualização do trato gastrintestinal (esôfago, estômago, intestinos) no plano do raio-X ou tomografia computadorizada. Ela é tomada por via oral ou por via retal.
Efeitos colaterais incluem constipação, diarréia, apendicite e, em caso de inalação, inflamação dos pulmões. Não é recomendado em pessoas com perfuração ou obstrução intestinal.Reações alérgicas são raras e o uso durante a gravidez é seguro para o bebê; no entanto, os raios X podem resultar em danos. A suspensão normalmente é feita através da mistura de sulfato de bário em pó com água. É um meio de contraste não-iodado.
O sulfato de bário é conhecido desde a Idade Média. Nos Estados Unidos, o uso médico se tornou comum por volta de 1910. Está na Lista de Medicamentos Essenciais da Organização Mundial da Saúde, os medicamentos mais eficazes e seguros necessários em um sistema de saúde. O custo bruto no mundo em desenvolvimento é de cerca de 37.80 para 79.33 DÓLARES por quilograma. Nos Estados Unidos, um curso de tratamento não é muito caro. Algumas versões contêm sabores para melhorar o sabor.